# Friederike Otto
Friederike Elly Luise “Fredi” Otto ( Kiel 29 augustus 1982 ) is een Duits klimatologe. Zij studeerde fysica en filosofie aan de Vrije Universiteit Berlijn. 
Otto is directeur van het Environmental Change Institute (Instituut voor Milieuverandering) aan de Universiteit van Oxford en lid van het internationale onderzoeksnetwerk Climate Strategies.
Friederike Otto is een toonaangevende auteur van het hoofdstuk over extreem weer en klimatologische gebeurtenissen in het Zesde rapport van het IPCC (AR6, 2021). In haar onderzoek naar weer- en klimaatattributie is zij uitgegroeid tot een wereldwijd erkend klimaatwetenschapper – haar h-index bedroeg 39, in september 2021.
In 2019 verscheen van haar de bestseller Wütendes Wetter (“Het boze weer”), waarin zij op zoek gaat naar de “schuldigen” van hittegolven, overstromingen en stormen. Ze beschrijft hedendaagse extreme weerfenomenen vanuit het perspectief van de klimaatattributie, een nieuwe tak binnen de klimaatwetenschap. Gegevens worden met behulp van de differentiaalrekening geëvalueerd, correlaties worden gelegd en op die manier worden waarschijnlijkheden berekend. 
In haar communicatie schuwt zij geen politieke aspecten van de klimaatwetenschap. Haar boodschap is scherp en ze gaat de controverse niet uit de weg.